# Marayur
Marayur är en ort i Indien.   Den ligger i distriktet Idukki och delstaten Kerala, i den södra delen av landet, 2 000 km söder om huvudstaden New Delhi. Marayur ligger 1 103 meter över havet och antalet invånare är 25 000.
Terrängen runt Marayur är bergig söderut, men norrut är den kuperad. Runt Marayur är det ganska tätbefolkat, med 116 invånare per kvadratkilometer. I omgivningarna runt Marayur växer huvudsakligen savannskog.